# Адам Букса
Адам Букса (пољ. Adam Buksa; Краков, 12. јул 1996) је пољски професионални фудбалер који игра као центарфор за турски Супер Лиг клуб Анталијаспор и репрезентацију Пољске. Поред Пољске, играо је у Италији, Сједињеним Државама, Француској и Турској.

## Играчка каријера

### Клубови
Адам Букса је производ омладинског система клуба Висле Краков, али је своју професионалну каријеру започео у Лехији из Гдањска и дебитовао је 25. јула 2014. против Подбескиџе Белско-Бјале. Две сезоне је играо за Лехију, а после сезоне 2015–16 прешао је у Заглембе Лубин.
У Заглебју, Букса је играо до јануара 2018. и био је позајмљен Погону из Шћећина до краја сезоне 2017–18. После сезоне, Букса је потписао уговор са Погоном и стабилисао се као један од најперспективнијих младих нападача у Пољској. У децембру 2019. потписао је уговор на три године са Њу Ингланд Револушн из Мејџор лиге фудбала. Дана 20. децембра 2019, Букса је прешао у МЛС клуб Њу Ингланд Револушн, потписавши уговор према правилу одређеног играча. Према писању штампе, износ трансфера је био 4,5 милиона долара. Дебитовао је у америчкој лиги 29. фебруара 2020. у уводном мечу сезоне против Монтреал Импактаа. Дана 7. марта, у мечу против Чикаго Фајера, постигао је свој први гол за Револушн.
Дана 7. јуна 2022. Букса је прешао у француски Лигуе 1 клуб Ленс за 10 милиона долара.

### Репрезентација
Букса је примио први позив у репрезентацију Пољске од стране тадашњег менаџера Јержија Бржечека у пријатељској утакмици против Чешке 15. новембра 2018, али на тој утакмици у поразу Пољске са 1:0 није играо. Такође је био неискоришћена резерва у пољском ремију 1–1 у гостима са Португалијом у УЕФА Лиги нација А 2018–19, где је Пољска завршила као последња у групи, али је касније поштеђена испадања због ревидирања формата од стране УЕФА.
После три године паузе, Букса је коначно дебитовао за репрезентацију против Албаније као стартер у квалификацијама за Светско првенство 2022. године, а такође је допринео и једном голу у мечу где је Пољска постигла победу од 4-1 код куће над балканским противницима.
На само другом наступу у националном тиму, Букса је завршио свој први хет трик у историји пошто је Пољска победила Сан Марино са 7–1.
Букса је изабран за свој први међународни турнир 7. јуна 2024. године, чиме је постао сигуран у саставу Пољске за УЕФА Еуро 2024 у Немачкој. У првом мечу Пољске на турниру против Холандије 16. јуна, он је погодио из корнера у 16. минуту и довео Пољску у рано вођство, пре него што је пала головима Кодија Гака и Воута Вегхорста, изгубивши утакмицу са 1–2.